# Ammophila sarekandana
Ammophila sarekandana es una especie de avispa del género Ammophila, familia Sphecidae.

## Taxonomía
Fue descrito por primera vez en 1957 por Balthasar.